# Clarence D. Russell
Clarence D. Russell (1895-1963) est un auteur de bande dessinée et illustrateur américain, surtout connu pour son comic strip humoristique Le Père Lacloche, qu'il a réalisé de 1932 à sa mort et qui a connu un grand succès en France. Russell faisait partie des fondateurs de la National Cartoonists Society, dont il fut le premier secrétaire.
Avant de se lancer dans la bande dessinée, Russell était un illustrateur reconnu, pilier du magazine satirique Judge.